# Ottaviano da Faenza
Ottaviano da Faenza (* um 1270 in Faenza; † nach 1323 ebenda) war ein italienischer Maler des Mittelalters.

## Leben
Nachdem Giotto um 1303 nach Rimini gezogen war (er ging nach Padua), übernahmen die dortigen Künstler malerische Neuerungen und Ottaviano da Faenza war neben Giovanni da Rimini und Guglielmo da Forlì einer seiner besten Schüler. Er war besonders in Ferrara (einige Werke, die dem Meister von San Giorgio zugeschrieben werden, stammen von seiner Hand), in Bologna und Faenza tätig.
Im Jahr 1323 arbeitete er für die Nonnen des Klosters del Corpo di Cristo.

## Werke
- Fresko vom Bogen der Porta San Francesco, Faenza
- Die Muttergottes mit den Heiligen Petrus und Paulus, Kirche San Francesco, Faenza
- Fresken, Kirche San Giorgio, Ferrara
- San Domenico mit den heiligen Büchern, Museum von Montargis
- Zwei Heilige, Fesch-Museum, Ajaccio
- Johannes der Evangelist und Antonius von Padua, rechte Seitentafel eines Polyptychons, das Ottaviano da Faenza da Cornu zugeschrieben wird, Louvre